# Stranger (Electric Light Orchestra)
Stranger è un singolo del gruppo musicale britannico Electric Light Orchestra, pubblicato nel 1983 ed estratto dall'album Secret Messages.
Il brano è stato scritto e prodotto da Jeff Lynne.

## Tracce
- 7"

1. Stranger
2. Train of Gold